# Perconia disco-approximata
Perconia disco-approximata är en fjärilsart som beskrevs av Barend J. Lempke 1952. Perconia disco-approximata ingår i släktet Perconia och familjen mätare. Inga underarter finns listade i Catalogue of Life.